# Jorge Brum do Canto
Jorge Brum do Canto (10 de febrer de 1910 - 7 de febrer de 1994) va ser un director i actor de cinema portuguès. La seva carrera va allargar més de mig segle, des del 1929 fins al 1984.

## Biografia
Jorge Brum do Canto va néixer a Lisboa en una família amb arrels aristocràtiques flamencs i angleses. Va assistir a l'institut i es va matricular a la Facultat de Dret de la Universitat de Lisboa, però no va acabar la carrera. Brum do Canto va escriure sobre cinema; el 1925 va fer el seu primer paper d'actriu, un paper a la pel·lícula de Rino Lupo O Desconhecido. De 1927 a 1929, Brum do Canto va escriure per al diari O Século. Paral·lelament, va muntar i/o col·laborar en diverses revistes de cinema a l'època (Cinéfilo, Kino i Imagem).
Interessat per l'avantguarda francesa, el va seguir com a director en la seva primera pel·lícula (A Dança dos Paroxismos), rodada a finals de 1929. La pel·lícula (produïda per Mello, Castello Branco, Lda.) va ser  mostrada per primer cop el novembre de 1930; es va tornar a presentar el 27 d'octubre de 1984 a la Cinemateca Portuguesa, que té els seus negatius i els únics exemplars existents. Dos anys més tard va produir una altra pel·lícula, Paisagem, però mai es va acabar per motius econòmics. Fins a 1935 va rodar més documentals menors com a aficionat, i es va convertir en professional més tard  quan va assistir al director Leitão de Barros a As Pupilas do Senhor Reitor. L'any següent, Brum do Canto va tornar a ser assistent de direcció a O Trevo de Quatro Folhas de Chianca de Garcia.
El 1936–37, després de diverses produccions sense èxit, Brum do Canto va dirigir el seu primer llargmetratge, A Canção da Terra; va tenir una bona acollida a la seva estrena. La carrera de Brum do Canto es va fer llavors més prolífica; a principis dels anys 50 ja havia rodat sis llargmetratges més. Del 1953 al 1959 va interrompre la seva carrera cinematogràfica i va deixar la seva llar a Lisboa, establint-se a l'illa de Porto Santo a Madeira (on posseïa grans propietats) i dedicant-se a l'agricultura i a la  pesca esportiva.
Brum do Canto va tornar al cinema durant la dècada següent amb tres pel·lícules. El 1973, el públic portuguès el va descobrir com a actor en obres teatrals emeses per RTP. Va actuar amb èxit a O Grande Negócio de Paddy Chayefsky i Twelve Angry Men de Reginald Rose, ambdues dirigides per Arthur Ramos. Encara actuant, Brum do Canto va tornar a RTP l'any 1975 a la sèrie de televisió Angústia para o Jantar dirigida per Jaime Silva.

## Filmografia
Com a director
- O Crime de Simão Bolandas (1984)
- Cruz de Ferro (1967)
- Fado Corrido (1964)
- Retalhos da Vida de Um Médico (1962)
- Chaimite (1953)
- Ladrão, Precisa-se!... (1946)
- Um Homem às Direitas (1945)
- Fátima, Terra de Fé (1943)
- Lobos da Serra (1942)
- João Ratão (1940)
- A Canção da Terra (1938)
- A Hora H (1938)
- Berlengas (1934)
- A Doença dos Ulmeiros (1934)
- A Obra da Junta Autónoma das Estradas (1934)
- O Bicho da Seda (1934)
- Abrantes (1933)
- Nada de Novo... em Óbidos (1933)
- Sintra, Cenário de Filme Romântico (1933)
- Uma Tarde em Alcácer (1933)
- Fabricação de Mangueiras (1932)
- A Dança dos Paroxismos (1929)

Com a actor
- A Dança dos Paroxismos
- A Hora H (com a membre de l’ Orquestra Aldrabófona)
- Chaimite
- Fado Corrido
- A Cruz de Ferro